# جون ميلز ألين
جون ميلز ألين (بالإنجليزية: John Mills Allen)‏ هو محامي وسياسي أمريكي، ولد في 8 يوليو 1846 في مقاطعة تيشومينغو في الولايات المتحدة، وتوفي في 30 أكتوبر 1917 في توبيلو في الولايات المتحدة. حزبياً، نشط في الحزب الديمقراطي. وقد انتخب عضو مجلس النواب الأمريكي.